# Jack Six
Jack Six (Danville, 26 juli 1930 - 24 februari 2015) was een Amerikaanse jazz-contrabassist. Hij speelde vaak met pianist Dave Brubeck.
Six studeerde in de periode 1945-1947 trompet en werkte daarna in Chicago, Los Angeles en New York, waar hij in 1955/1956 een jaar compositie studeerde aan Juilliard School. Hij speelde bas in de Tommey Dorsey Band onder leiding van Warren Covington (een ghostband) en in de bigbands van Claude Thornhill (1958) en Woody Herman (1959-1960). Hij was lid van de groepen van Herbie Mann en Don Elliott en speelde  van 1968 tot 1974 in verschillende groepen van Dave Brubeck, onder andere het kwartet met Gerry Mulligan en een groep uit de jaren zeventig met Anthony Braxton en Lee Konitz. Na enige jaren te hebben gewerkt in televisieshows en als leider van een hotelband, was hij rond 1988 terug bij Brubeck. Hij speelde bij de pianist tot ongeveer 1998.
Jack Six werkte in de periode 1957-1998 mee aan zo'n 77 opnamesessies. Hij is te horen op albums van onder meer Brubeck, Herbie Mann, Illinois Jacquet, Francis Thorne, Tal Farlow, Jack Reilly en Susannah McCorkle.
- Bibliothèque nationale de France: cb13899831g (data)
- CiNii: DA16993588
- Gemeinsame Normdatei: 13458368X
- International Standard Name Identifier: 0000 0001 1856 1154
- Library of Congress Control Number: nr90025082
- MusicBrainz: 9d7283cd-a00c-469d-99f6-8be01f64b4ea
- Nationale Bibliotheek van Israël: 987007407824805171
- Système universitaire de documentation: 244117047
- Virtual International Authority File: 27253200
- WorldCat: E39PBJvxx6cYjRqVF6CvHPBgKd